# Fernand Clerget
Pour les articles homonymes, voir Clerget.
Fernand Clerget (1865-1931) est un écrivain, sociologue et éditeur français. Il utilise entre autres le pseudonyme de Henri Marsac.

## Biographie
Originaire de Corbenay (Haute-Saône), né Hippolyte Clerget, d'un père charpentier, il prend le pseudonyme de Fernand Clerget à la fin des années 1880 quand il s'installe à Paris. 
Fin 1887, Le Journal du peuple accueille ses premiers textes. En janvier 1889, son premier roman, L'Expulsée, commence de paraître en feuilleton dans Le Cri du peuple.
Ami de Paul Verlaine, il fréquente les « mercredis » du poète, organisés hôtel Royer-Collard, puis à l'hôtel de Lisbonne dans le Quartier latin. Il collabore à La Plume en tant que critique, et aussi comme poète, dès 1889 ; il y coordonne, la même année, un numéro spécial sur l'idéalisme.
En 1891, il publie Henry Pivert, un roman à clef, très inspiré de la vie de Verlaine et du mouvement décadentiste ; il collabore d'ailleurs aux journaux Fin de siècle et au Courrier français. En 1897, il est le premier à écrire une biographie de Verlaine. Il épouse Madeleine Marie Lépine.
En décembre 1894, il lance La France scolaire, une revue consacrée à l'enseignement primaire et qui va servir d'organe de liaison durant plus de dix ans, tout en étant un tremplin militant pour l'éducation populaire.
Clerget fonde le 23 mai 1895 l'Association (ou la « Bibliothèque de l’Association et de la France scolaire »), un collectif éditorial et artistique au 17 rue Guénégaud, qui va compter près de 200 artistes et écrivains. Il héberge la revue L'Enclos fondée en avril 1895, où se croisent Louis Lumet, Saint-Georges de Bouhélier, Eugène Montfort, Charles-Louis Philippe, Léon Frapié, Jean Baffier, J.-G. Prod’homme, Léon Riotor, Albert Lantoine, Hugues Lapaire, René Ghil, les frères Maurice et Fernand Pelloutier, Lucien Jean (1870-1908)... Il expose les productions de l'éditeur d'art et graveur Maurice Dumont. L'Association va publier des ouvrages d'art mais aussi des biographies d'artistes et d'écrivains, et organiser des expositions. 
En 1899, l'adresse de l'Association passe au 13 boulevard du Montparnasse, puis en 1910, au 91, rue Lecourbe.
En 1905, entre Reims et Paris, il fonde avec Jean-René Aubert, la Revue littéraire de Paris et de Champagne, qui eut une dizaine de livraisons jusqu'en octobre 1906.
Après la Première Guerre mondiale, Clerget vit à Vanves, où il poursuit ses publications. Il y meurt le 20 décembre 1931.
Il a été rédacteur en chef de la revue La Clameur, lancée en 1927 par l'Union des intellectuels pacifistes fondée par René de Sanzy et Jean Souvenance.

## Publications

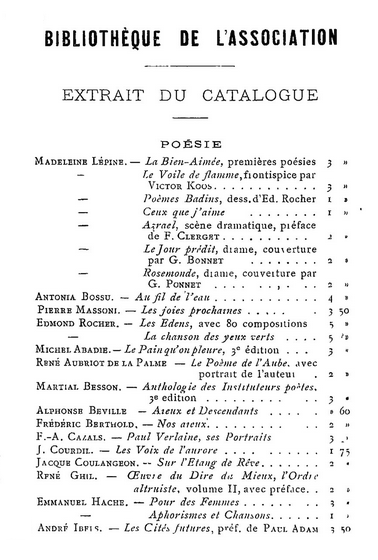
Extrait du catalogue de la Bibliothèque de l'Association (1901).

- Henry Pivert, roman, Paris, L. Genonceaux, 1891.
- Les tourmentes, poèmes, Paris, Bibliothèque artistique et littéraire, 1891.
- [préface] Azraël, scène dramatique de Madeleine Lépine, couverture de Maurice Dumont, Paris, Bibliothèque de l'Association, 1896.
- Paul Verlaine et ses contemporains par un témoin impartial, portrait par Gustave Bonnet, Bibliothèque de l'Association, 1897.
- [Henri Marsac], Le Triomphe de la République, poème, Bibliothèque de l'Association, 1899.
- Japhet, Revue littéraire de Paris et de Champagne / Bibliothèque de l'Association, 1900.
- [Henri Marsac], Enquête sur la littérature [3 mars - 14 mai 1902], Bibliothèque de l'Association, 13 boulevard Montparnasse, 1903.
- Ernest Raynaud littérateurs et artistes, Bibliothèque de l'Association, 1905.
- Paul Gourmand, Bibliothèque de l'Association, 1905.
- Émile Blémont, Bibliothèque de l'Association, 1906.
- Louis-Xavier de Ricard, Revue littéraire de Paris et de Champagne, 1906.
- La Fontaine à Reims, comédie en 1 acte, représentée au théâtre de Reims, avec Jean-René Aubert, Bibliothèque de l'Association, 1907.
- Le Génie de la France, Reims, collection de la Jeune Champagne, 1909.
- Barbey d'Aurevilly (de sa naissance à 1909), Paris, H. Falque, 1909.
- Robespierre destructeur de la première République, Paris, Librairie des Saints-Pères, 1910.
- Léon Riotor, coll. Littérateurs et artistes, Paris, Bibliothèque de l'Association, 91, rue Lecourbe, 1911.
- Villiers de l'Isle-Adam, coll. La vie anecdotique et pittoresque des grands écrivains, Paris, L. Michaud, 1912.
- Comment lire dans la pensée de ses semblables, Paris, 73, boulevard Saint-Michel, 1915.
- Les Moyens d'économiser de l'argent en toutes choses, Paris, 73, boulevard Saint-Michel, 1915.
- Le Suprême-conseil des Nations, Vanves, éditions  du Monde Nouveau, 1917.
- Jean Bach-Sisley[11], coll. Biographies contemporaines, Paris, La Maison française d'art et d'édition, 1922.
- Washington, avec un portrait, une carte, et un plan militaire, préface de R. Lopez Lomba, Paris, L'Union Panatlantique, 1923.
- Sékanas, tragédie en 1 acte, fr. Sékouanie, octobre 1927.
- Le Soir d'un Monde. Épopée, Vanves, Bibliothèque de l'Association, 1928.